# Louis de l'Isle de la Croyère
Louis de l'Isle de la Croyère (Parigi, 17 febbraio 1685 – Petropavlovsk-Kamčatskij, 10 ottobre 1741) è stato un astronomo ed esploratore francese al servizio dell'Impero russo.
Membro dell'Accademia russa delle scienze di San Pietroburgo.

## Biografia
Louis de l'Isle, figlio dello storico e cartografo Claude Delisle e fratello di Guillaume Delisle, nel febbraio del 1726 fu invitato a San Pietroburgo all'Accademia delle Scienze su suggerimento di un altro suo fratello, l'astronomo Joseph-Nicolas Delisle, anch'esso accademico, che dirigeva il lavoro sulla cartografia.
Fu nominato capo della prima spedizione geodetica astronomica russa, organizzata per determinare l'esatta posizione geografica di vari punti nel nord della Russia europea. Fece delle osservazioni astronomiche e geografiche ad Arcangelo e nella penisola di Kola (1727-1729). I suoi diari contengono le prime informazioni (peraltro criticate) sulle coordinate geografiche di alcuni luoghi della costa del mar Bianco.
Nel luglio 1732 fu inviato come geografo e astronomo a far parte della seconda spedizione in Kamčatka che attraversò la Siberia fino all'estremo oriente russo. Gerhard Friedrich Müller e Johann Georg Gmelin rilevarono che le osservazioni di de l'Isle non erano del tutto soddisfacenti, il che fu causa di polemiche all'interno dell'Accademia. Nel 1737, il professore de l'Isle si separò dai suoi colleghi a Jakutsk e continuò verso la Kamčatka, proseguendo i suoi rilievi con Georg Wilhelm Steller.
Partecipò alla spedizione di Vitus Bering verso le coste nordamericane del Pacifico (l'attuale Alaska e il Canada occidentale) in qualità di geografo, grazie alla sua mappa del nord Pacifico (benché il lavoro fosse da addebitarsi soprattutto ai fratelli Guillaume e Joseph-Nicolas). Louis era a bordo dello Svjatoj apostol Pavel (San Paolo apostolo) del capitano Aleksej Il'ič Čirikov. Al ritorno della sfortunata spedizione alla base di partenza, il forte di Petropavlovsk (oggi Petropavlovsk-Kamčatskij) nella baia dell'Avača, morì di scorbuto e lì fu sepolto.